# Кашкарное
Кашкарное (укр. Кашкарне) — село в Сватовском районе Луганской области Украины.
Население по переписи 2001 года составляло 58 человек. Почтовый индекс — 92131. Телефонный код — 6456. Занимает площадь 8,8 км². Код КОАТУУ — 4425483203.

## Местный совет
92131, Луганська обл., Троїцький р-н, с. Новознам`янка, вул. Шкільна, 13  (укр.)